# Памятник В. И. Ленину (Владикавказ)
Памятник В. И. Ленину — памятник монументального искусства во Владикавказе, Северная Осетия. Объект культурного наследия России федерального значения. Находится на одноимённой площади.
Памятник установлен с перспективой на улицу Куйбышева. Сзади от памятника расположен русский театр имени Е. Вахтангова (объект культурного наследия), справа — дом № 5 на площади Ленина (объект культурного наследия) и отель «Александровский» (объект культурного наследия), перед памятником проходит проспект Мира (объект культурного наследия) с бульваром (памятник природы регионального значения), слева — дом № 16 (объект культурного наследия) на переулке Станиславского и северо-западнее от памятника — руины бывшего здания Общественного собрания Владикавказа и гостиница «Бристоль» (объект культурного наследия).

## История
Вскоре после смерти Владимира Ленина заседание бюро Горского облисполкома 30 января 1924 года приняло решение о сооружении на Театральной площади памятника Ленину. До возведения памятника Горкоммунхоз воздвигнул временный кирпичный обелиск с портретом Ленина и надписью «Ленин умер — ленинизм живёт». 25 мая 1925 года городской совет принял смету в размере 6300 рублей на сооружение памятника.
8 августа 1926 года на Театральной площади торжественно открыт памятник Ленину, выполненный по проекту скульптора В. В. Козлова и архитектора Е. И. Дескубеса. Высота бронзовой скульптуры без известнякового постамента составляла 2 метра.
26 ноября 1956 года Совет Министров Северо-Осетинской АССР своим постановлением № 453 принял решение честь сорокалетия Октябрьской революции установить на площади новый памятник В. И. Ленину. 6 ноября 1957 года на реконструированной площади торжественно открыт новый памятник Ленину работы скульптора, академика З. И. Азгура и архитектора Г. А. Захарова. Предыдущий памятник был демонтирован и перевезён в Алагир, где был установлен перед кинотеатром «Комсомолец».
5 декабря 1993 года памятник Ленину был взорван. В результате теракта скульптура упала с постамента и раскололась. Позже памятник был восстановлен. Это был второй акт вандализма по отношению к памятнику. Полтора месяца ранее была первая попытка взорвать памятник, во время которой была повреждена опорная ступня, но памятник устоял на месте.
Описание
Памятник изготовлен из бронзы и постамент — из чёрного гранита. Высота памятника 12 м (с постаментом).
В нижней части памятника находится табличка с неверной датой открытия памятника (вместо 1957 года указан 1958 год).

## Галерея

Предыдущий памятник, стоявший на площади до 1957 года
Обелиск Ленину на Театральной площади. Фото 1924 года
Площадь Ленина до 1957 года. Памятник Ленина скульптора В. Козлова. Слева от памятника - кинотеатр "Пионер"